# カスターナ
カスターナ（伊: Castana）は、イタリア共和国ロンバルディア州パヴィーア県にある、人口約700人の基礎自治体（コムーネ）。

## 地理

### 位置・広がり

#### 隣接コムーネ
隣接するコムーネは以下の通り。
- カンネート・パヴェーゼ
- チゴニョーラ
- モンテスカーノ
- モントゥ・ベッカリーア
- ピエトラ・デ・ジョルジ
- サンタ・マリーア・デッラ・ヴェルサ

### 気候分類・地震分類
気候分類では、zona E, 2968 GGに分類される。
また、イタリアの地震リスク階級 (it) では、zona 3 (sismicità bassa) に分類される
。

## 行政

### 分離集落
カスターナには、以下の分離集落（フラツィオーネ）がある。
- Ca' dei Colombi, Cassinassa, Ca' dei Cristina, Ca' dei Rovati, Ca' del Moro, Loglio, Martinasca, Quarti